# Чаславський Василь Іванович
Часла́вський Васи́ль Іва́нович (нар. 1834 — пом. 19 липня 1878) — автор однієї з перших карт ґрунтів території України, дослідник економічного і соціального побуту Російської імперії, статистик, редактор статистичного відділення міністерства державної власності Російської імперії.
Склав карту ґрунтів Європейської Росії у масштабі 1:2 520 000 (60 верст у дюймі), яка була видана  вже після його смерті 1878 року. У 1979 році була видана записка В. В. Докучаєва «Картографія руських ґрунтів» — пояснювальний текст до карти ґрунтів Європейської Росії В. І. Чаславського. Карта була оглядовою, створена переважно на основі статистичних даних і опитування. 
Покінчив життя самогубством (пострілом із револьвера) у ніч з 18 на 19 липня 1878 року.